# Free Internet Chess Server
Free Internet Chess Server є одним із найстаріших і одним із найбільших шахових інтернет-серверів, з понад 300 000 зареєстрованих користувачів. Створений і керується волонтерами.  Він був створений як безкоштовна альтернатива Internet Chess Club (ICC), після того як цей сайт почав стягувати плату за членство.